# Eupetersia plumosa
Eupetersia plumosa là một loài Hymenoptera trong họ Halictidae. Loài này được Pauly mô tả khoa học năm 1981.